# Tony Miles (Schachspieler)
Anthony John Miles (* 23. April 1955 in Edgbaston, Birmingham; † 12. November 2001 in Harborne, Birmingham) war ein englischer Schachgroßmeister.

## Leben
Miles wurde bei der Juniorenweltmeisterschaft 1973 in Teesside Zweiter hinter Alexander Beliavsky. Im folgenden Jahr gewann er die Juniorenweltmeisterschaft in Manila. Im selben Jahr wurde er Internationaler Meister. Im Februar 1976 erzielte er bei einem Turnier in Dubna die letzte fehlende Großmeisternorm. Als der erste britische Großmeister nach Jacques Mieses gewann Miles eine Prämie von 5.000 Pfund, die der Investor und Schachmäzen James Slater ausgesetzt hatte, der auch bereits das Jugendturnier in Teesside finanziell unterstützt hatte. Er schrieb sich an der Universität Sheffield zum Studium der Mathematik ein, entschied sich dann aber für das professionelle Schach.
Seine schachlich beste Zeit erlebte Miles vom Ende der 1970er Jahre bis zu seiner deutlichen Wettkampfniederlage gegen Garri Kasparow (0,5:5,5) in Basel 1986.
Bekannt ist sein Sieg gegen den damaligen Weltmeister Anatoli Karpow bei der Europamannschaftsmeisterschaft in Skara 1980. Miles schlug Karpow mit den schwarzen Figuren mit der ungewöhnlichen Eröffnungserwiderung 1. e2–e4 a7–a6 (ECO-Code B00). Er gewann das 3. Schachfestival Baden-Baden 1981 gemeinsam mit Zoltán Ribli vor Viktor Kortschnoi. 1982 wurde er britischer Meister. Er gewann das traditionell hochkarätige Turnier in Tilburg 1984 und 1985 (geteilt mit Robert Hübner und Viktor Kortschnoi), wobei er bei seinem zweiten Sieg dort wegen Rückenproblemen einige Partien auf dem Bauch liegend spielte.
Am 20. Mai 1984 gab Miles in der Eifelgemeinde Roetgen eine Blind-Simultan-Schachvorstellung an 22 Brettern (+10 =10 −2). Miles war mit einigen englischen Schachspielern, insbesondere Raymond Keene und Nigel Short, verfeindet und lebte daher von 1987 bis Anfang der 1990er Jahre in den USA und dann in Australien, beteiligte sich auch an den dortigen Landesmeisterschaften, kehrte aber schließlich nach England zurück. 1990 gewann er das Schachfestival Bad Wörishofen vor Philipp Schlosser und Norbert Lücke.
|   | a | b | c | d | e | f | g | h |   |
| 8 |   |   |   |   |   |   |   |   | 8 |
| 7 |   |   |   |   |   |   |   |   | 7 |
| 6 |   |   |   |   |   |   |   |   | 6 |
| 5 |   |   |   |   |   |   |   |   | 5 |
| 4 |   |   |   |   |   |   |   |   | 4 |
| 3 |   |   |   |   |   |   |   |   | 3 |
| 2 |   |   |   |   |   |   |   |   | 2 |
| 1 |   |   |   |   |   |   |   |   | 1 |
|   | a | b | c | d | e | f | g | h |   |

Die Miles-Variante in der Damenindischen Verteidigung
Nach ihm ist auch die Miles-Variante in der Damenindischen Verteidigung benannt. Sie entsteht nach den Zügen 1. d2–d4 Sg8–f6 2. c2–c4 e7–e6 3. Sg1–f3 b7–b6 4. Lc1–f4.
Für die englische Zeitschrift Kingpin schrieb er einige Beiträge, in denen sich sein skurriler Humor zeigte, darunter eine aus lediglich zwei Worten (Utter crap) bestehende Rezension. Außerdem hatte er von Juli 1999 bis Oktober 2001 eine The Miles Report betitelte monatliche Kolumne auf der Internetseite Chesscafe.com.
Miles, der an Diabetes litt, wurde in der Nacht des 12. November 2001 von einem Freund tot in seiner Wohnung aufgefunden. Sein letztes Lebenszeichen datierte vom 11. November 2001 um 2:08 Uhr morgens. Das Herzversagen, das man als Todesursache konstatierte, wurde auf seine Erkrankung zurückgeführt.
Seine höchste Platzierung in der FIDE-Weltrangliste war der neunte Platz, den er im Januar 1986 zusammen mit Lajos Portisch und Boris Spasski belegte.
Miles war zeitweise mit der Großmeisterin Jana Bellin verheiratet, die auch an GM-Turnieren teilnahm.
| Hier fehlt eine Grafik, die leider im Moment aus technischen Gründen nicht angezeigt werden kann. Wir arbeiten daran! |

## Mannschaftsschach

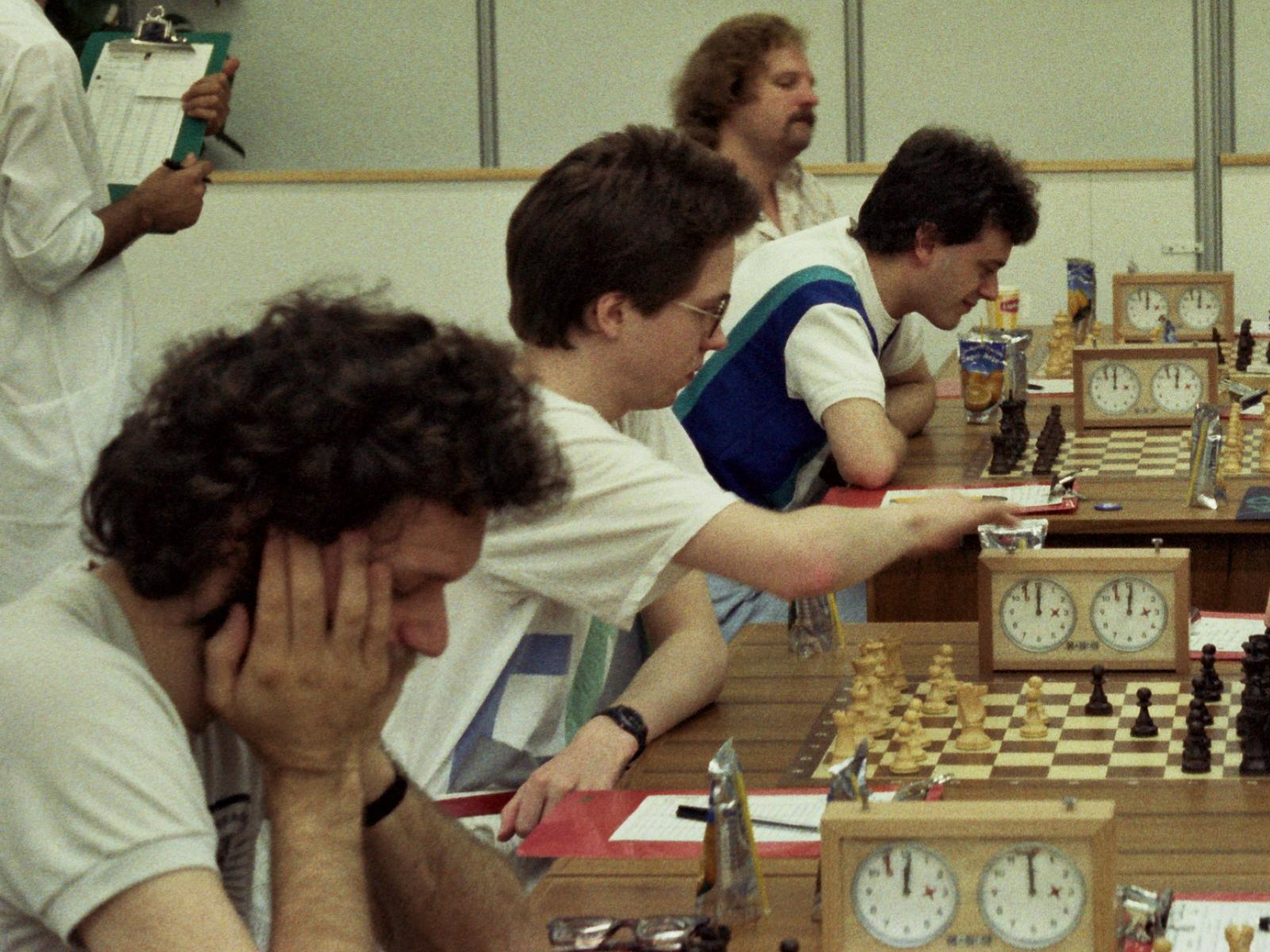
Jonathan Speelman, Nigel Short, John Nunn und Tony Miles auf der Schacholympiade 1986 in Dubai

### Nationalmannschaft
Tony Miles nahm mit der englischen Nationalmannschaft an neun Schacholympiaden teil, wobei er von 1974 bis 1986 am Spitzenbrett spielte, 1994, 1998 und 2000 jeweils erster Reservespieler war. In der Mannschaftswertung erreichte er 1984 und 1986 den zweiten Platz, 1976 den dritten Platz. 1976 belegte er auch in der Einzelwertung am Spitzenbrett den dritten Platz.
Miles nahm an vier Mannschaftseuropameisterschaften teil, wobei er 1980 und 1992 mit der Mannschaft den dritten Platz erreichte; 1980 war er außerdem punktbester Spieler am Spitzenbrett.
Bei der ersten Mannschaftsweltmeisterschaft in Luzern 1985 spielte er für England am Spitzenbrett. Die englische Mannschaft belegte den dritten Platz, Miles erreichte am ersten Brett das zweitbeste Ergebnis.

### Vereinsschach
In der britischen Four Nations Chess League spielte Miles von 1995 bis zu seinem Tod bei Slough und wurde mit diesem Verein 1996, 1999 und 2000 britischer Mannschaftsmeister.
In der deutschen Schachbundesliga spielte er von 1981 bis 1990 bei der SG Porz und wurde mit dieser 1982 und 1984 deutscher Mannschaftsmeister.

## Partiebeispiel
|   | a | b | c | d | e | f | g | h |   |
| 8 |   |   |   |   |   |   |   |   | 8 |
| 7 |   |   |   |   |   |   |   |   | 7 |
| 6 |   |   |   |   |   |   |   |   | 6 |
| 5 |   |   |   |   |   |   |   |   | 5 |
| 4 |   |   |   |   |   |   |   |   | 4 |
| 3 |   |   |   |   |   |   |   |   | 3 |
| 2 |   |   |   |   |   |   |   |   | 2 |
| 1 |   |   |   |   |   |   |   |   | 1 |
|   | a | b | c | d | e | f | g | h |   |

In der folgenden Partie besiegte Miles mit den schwarzen Steinen bei der Europamannschaftsmeisterschaft in Skara 1980 den Weltmeister Karpow.
Karpow–Miles 0:1
Skara, ??. Januar 1980
Baker-Verteidigung, B00
1. e4 a6 2. d4 b5 3. Sf3 Lb7 4. Ld3 Sf6 5. De2 e6 6. a4 c5 7. dxc5 Lxc5 8. Sbd2 b4 9. e5 Sd5 10. Se4 Le7 11. 0–0 Sc6 12. Ld2 Dc7 13. c4 bxc3 14. Sxc3 Sxc3 15. Lxc3 Sb4 16. Lxb4 Lxb4 17. Tac1 Db6 18. Le4 0–0 19. Sg5 h6 20. Lh7+ Kh8 21. Lb1 Le7 22. Se4 Tac8 23. Dd3?? Txc1 24. Txc1 Dxb2 25. Te1 Dxe5 26. Dxd7 Lb4 27. Te3 Dd5 28. Dxd5 Lxd5 29. Sc3 Tc8 30. Se2 g5 31. h4 Kg7 32. hxg5 hxg5 33. Ld3 a5 34. Tg3 Kf6 35. Tg4 Ld6 36. Kf1 Le5 37. Ke1 Th8 38. f4 gxf4 39. Sxf4 Lc6 40. Se2 Th1+ 41. Kd2 Th2 42. g3 Lf3 43. Tg8 Tg2 44. Ke1 Lxe2 45. Lxe2 Txg3 46. Ta8 Lc7 0:1